# Foscarnet
Le foscarnet est la base conjuguée de l'acide phosphonoformique. Ce dérivé de l'acide phosphonique (commercialisé par AstraZeneca sous le nom commercial de Foscavir) est un médicament antiviral utilisé pour traiter les infections à Herpesviridae dont le cytomégalovirus (CMV) et les virus herpes simplex de type 1 et 2 (HSV-1 et HSV-2). Il est particulièrement utilisé pour traiter les rétinites à CMV. Le foscarnet peut être utilisé pour traiter des patients infectés par le VIH et résistants aux autres formes de traitements habituels, dans le cadre de thérapies de sauvetage,,.

## Mécanisme d'action
Le foscarnet est un homologue structural de l'anion pyrophosphate qui inhibe sélectivement le site de liaison au pyrophosphate sur l'ADN polymérase virale, le tout à des concentrations qui n'affectent pas l'ADN polymérase humaine.
Le foscarnet n'est pas activé par la thymidine kinase, et conserve son activité chez les virus qui ont perdu leur activité thymidine kinase, devenant alors résistants à l'aciclovir ou au ganciclovir et est donc proposé dans ces cas.
Cependant, certains mutants résistants à l'aciclovir ou au ganciclovir grâce à une altération de l'ADN polymérase virale peuvent aussi être résistants au foscarnet.

## Effets secondaires
- Néphrotoxicité – On constate l'augmentation des taux de créatinine plasmatique chez environ 45 % des patients sous foscarnet. L'association à d'autres médicaments néphrotoxiques doit être évitée. Cet effet secondaire est habituellement réversible et peut être réduit par un ajustement du dosage et une hydratation adéquate.
- Désordres électrolytiques – Des changements dans les taux de calcium, magnésium, potassium et phosphates peuvent régulièrement survenir et un suivi régulier des électrolytes est nécessaire pour éviter la toxicité clinique.
- Les ulcérations génitales – Elles apparaissent plus souvent chez l'homme et usuellement lors de l'introduction du foscarnet. Il s'agit probablement d'une dermatite de contact due à la forte concentration de foscarnet dans les urines. L'amélioration de l'état intervient rapidement après l'arrêt du traitement.